# دومينيك والتر
دومينيك والتر (بالإنجليزية: Dominic Walter)‏ هو سباح جامايكي، ولد في 17 ديسمبر 1992.

## وصلات خارجية
- دومينيك والتر على موقع اتحاد ألعاب الكومنولث (مؤرشف) (الإنجليزية)